# Desseling
Desseling – miejscowość i gmina we Francji, w regionie Grand Est, w departamencie Mozela.
Według danych na rok 1990 gminę zamieszkiwały 74 osoby, a gęstość zaludnienia wynosiła 15 osób/km² (wśród 2335 gmin Lotaryngii Desseling plasuje się na 971. miejscu pod względem liczby ludności, natomiast pod względem powierzchni na miejscu 1016.).